# 카즈 히로
카즈 히로(Kazu Hiro, カズ・ヒロ, 1969년 5월 26일 ~ )는 일본계 미국인 특수분장사이다. 아카데미 분장상 후보에 네 번 올랐으며 그 중 두 번 상을 받았다.
교토에서 태어나 자랐다. 일본에서의 이름은 쓰지 가즈히로(辻一弘)였다. 학생 때 잡지 〈팡고리아〉에 실린 특수분장사 딕 스미스의 기사를 보고 영향을 받았고 혼자 만든 특수분장의 사진을 잡지에 실려있던 스미스의 주소로 보내기도 했다. 이후 둘은 구로사와 기요시의 영화 《스위트 홈》에서 같이 특수분장 작업을 하면서 직접 만나게 되었다.
쓰지 가즈히로는 일본에서 영화 특수분장 일을 하다가 딕 스미스의 초대로 1996년 미국으로 건너갔다. ‘카즈 히로(Kazu Hiro)’라는 이름으로 활동하다가 2019년 정식으로 미국 시민권을 얻었다. 그는 이후의 인터뷰에서 일본 문화가 “너무 순종적(too submissive)”이어서 “싫증이 났고(got tired)” 일본 영화계가 “꿈을 이루기 힘든(hard to make a dream come true)” 곳이어서 미국 시민이 되기로 결정했다고 말했다.
그는 《스위트 홈》에서 같이 작업한 에디 양(Eddie Yang)과의 인연으로 《멘 인 블랙》(1997)을 같이 작업했다. 《그린치》(2000)로 영국 아카데미상을 받았다. 《벤자민 버튼의 시간은 거꾸로 간다》(2008)에서는 나이든 브래드 피트의 분장을, 《루퍼》(2012)에서는 조셉 고든 레빗을 젊은 브루스 윌리스로 분장시키는 일을 했다.
카즈 히로는 《루퍼》를 마지막으로 은퇴하고 조각가 일에 전념했으나, 게리 올드먼의 부탁으로 《다키스트 아워》(2017)에서 올드먼의 윈스턴 처칠 분장을 맡게 되었다. 카즈 히로는 이 영화로 아카데미 분장상을 받았다. 이후 《밤쉘: 세상을 바꾼 폭탄선언》(2019)에서 샤를리즈 테론을 메긴 켈리로 분장시켜 아카데미상을 다시 한 번 받았다.